# Elias John Wilkinson Gibb

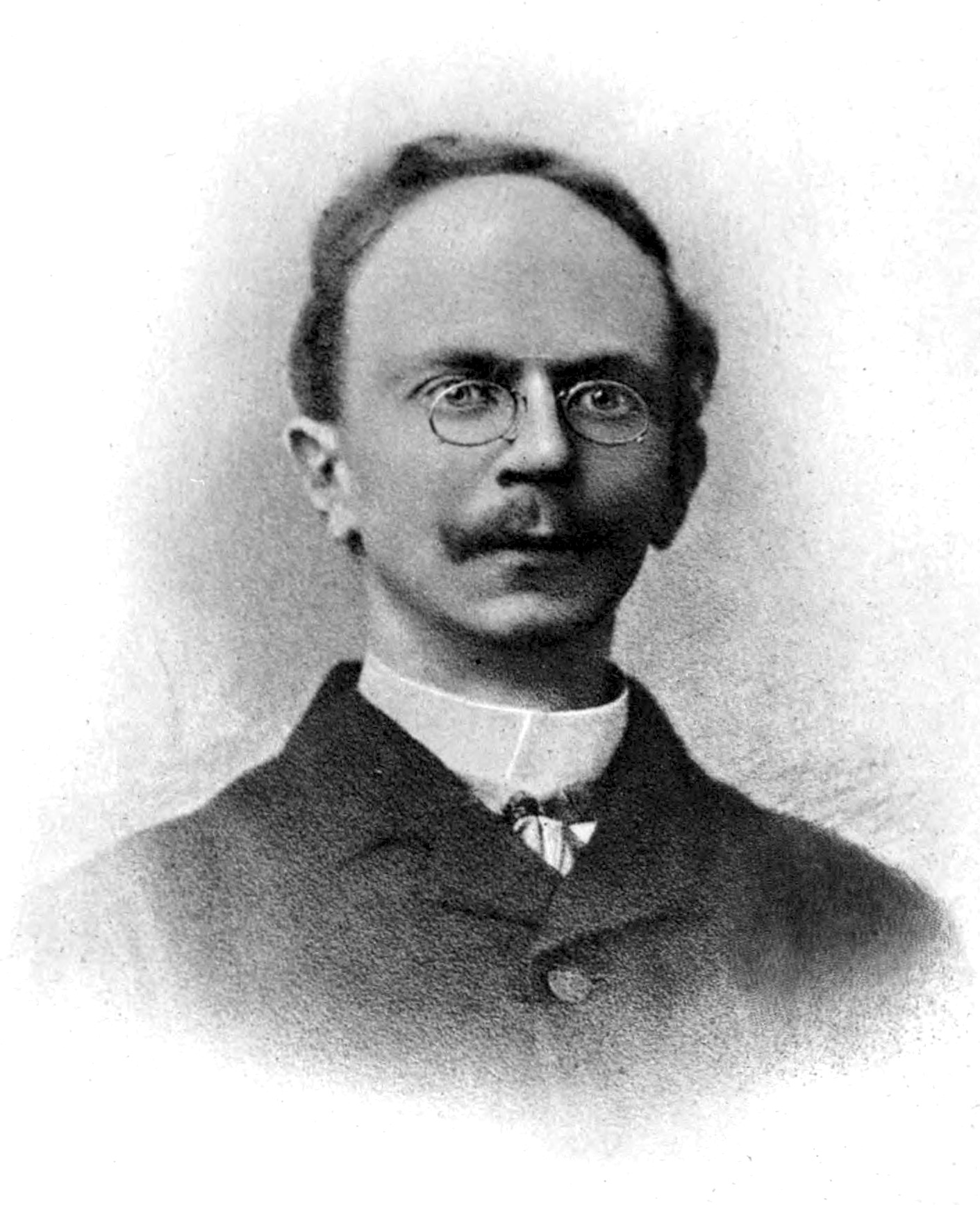
Elias John Wilkinson Gibb

Elias John Wilkinson Gibb (* 3. Juni 1857 in Glasgow; † 5. Dezember 1901) war ein schottischer Orientalist. Er widmete sein Leben der Erforschung der türkischen, persischen und arabischen Geschichte, Literatur, Philosophie und Religion. Sein besonderes Interesse galt der Dichtung der Osmanen, nur der erste Band seiner sechsbändigen History of Ottoman Poetry ("Geschichte der osmanischen Dichtung") erschien zu seinen Lebzeiten, die weiteren Bände gab Edward G. Browne heraus.
Zu seinen Ehren erschien eine Elias John Wilkinson Gibb Memorial Series.

## Werke
- The History of the Forty Vezirs or the story of the forty morns and eves (Contes turcs [Qyrq wezīr ḥikājesi <engl.>]). Written in turkish by Sheykh-Zāda [Šaiḫzāda]. Done into english by E(lias) J(ohn) W(ilkinson) Gibb / Šaiḫzāda. London 1886
- Ottoman poems. Translated into English in The original forms. With introduction, biographical notices, and notes. London, Glasgow 1882
- A history of Ottoman poetry. 6 Bde. London 1900–1909 (Nachdruck London 1958–67, Vol. 2–6 hg. von Edward G. Browne)
- Ottoman Literature; The Poets and Poetry of Turkey, Translated from the Arabic with Introduction and Biographical Notes by E.J.W. Gibb, with Arabian, Persian, and Hebrew Poems, and a Special Introduction by Theodore P. Ion, New York 1901